# Cerkiew św. Dymitra Sołuńskiego w Boguszy
Cerkiew św. Dymitra Sołuńskiego w Boguszy – dawna murowana cerkiew prawosławna, wzniesiona w latach 1932-37 w Boguszy.
Po 1947 przejęta przez kościół rzymskokatolicki, później przez gminę. W 2000 świątynię odkupiła Parafia Narodzenia Najświętszej Maryi Panny w Królowej Górnej i po remoncie w latach 2000−2003 służyb jako kościół pomocniczy pw Najświętszego Zbawiciela, od 2018 w nowo utworzonej parafii św. Antoniego Padewskiego w Boguszy.

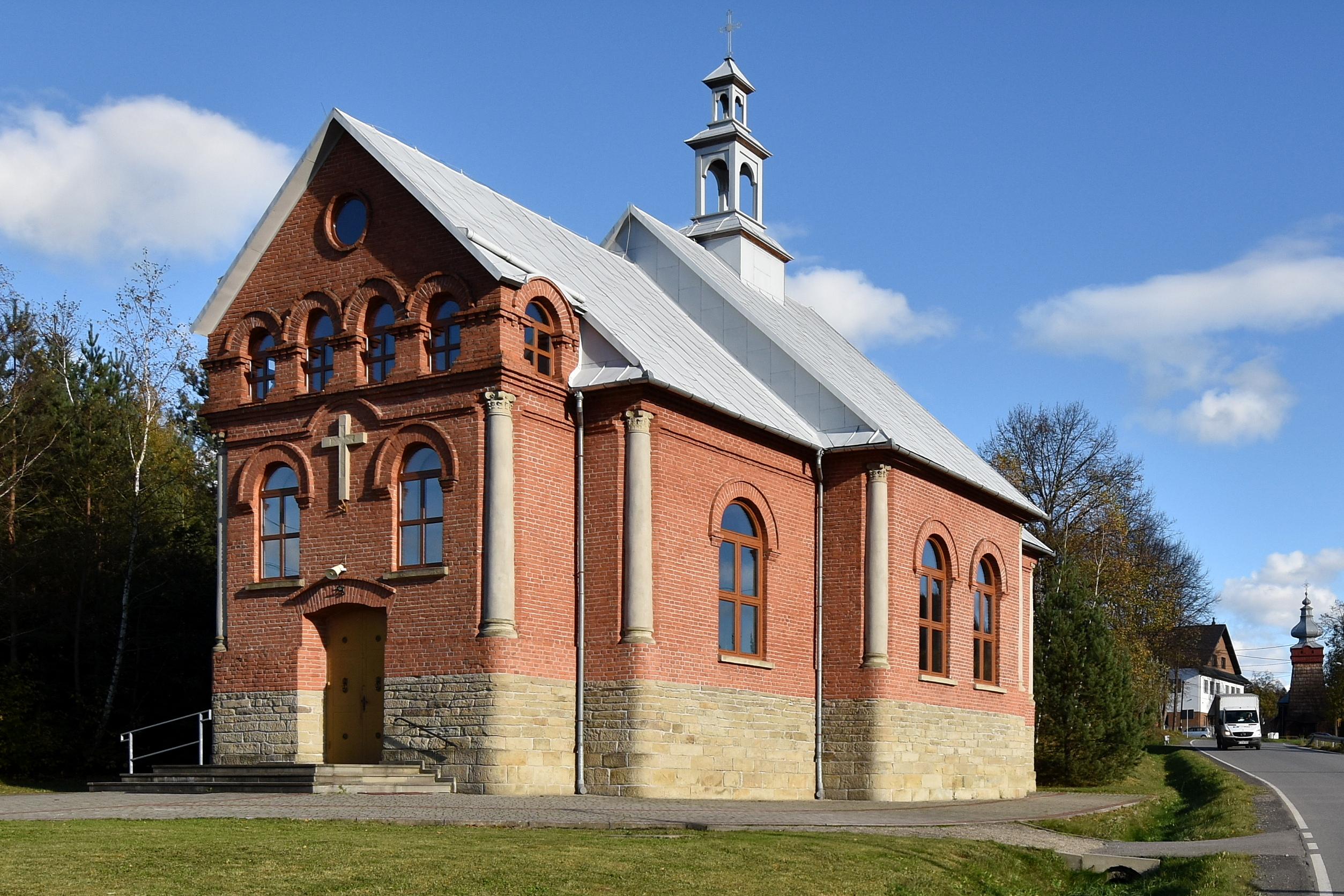
Elewacja frontowa
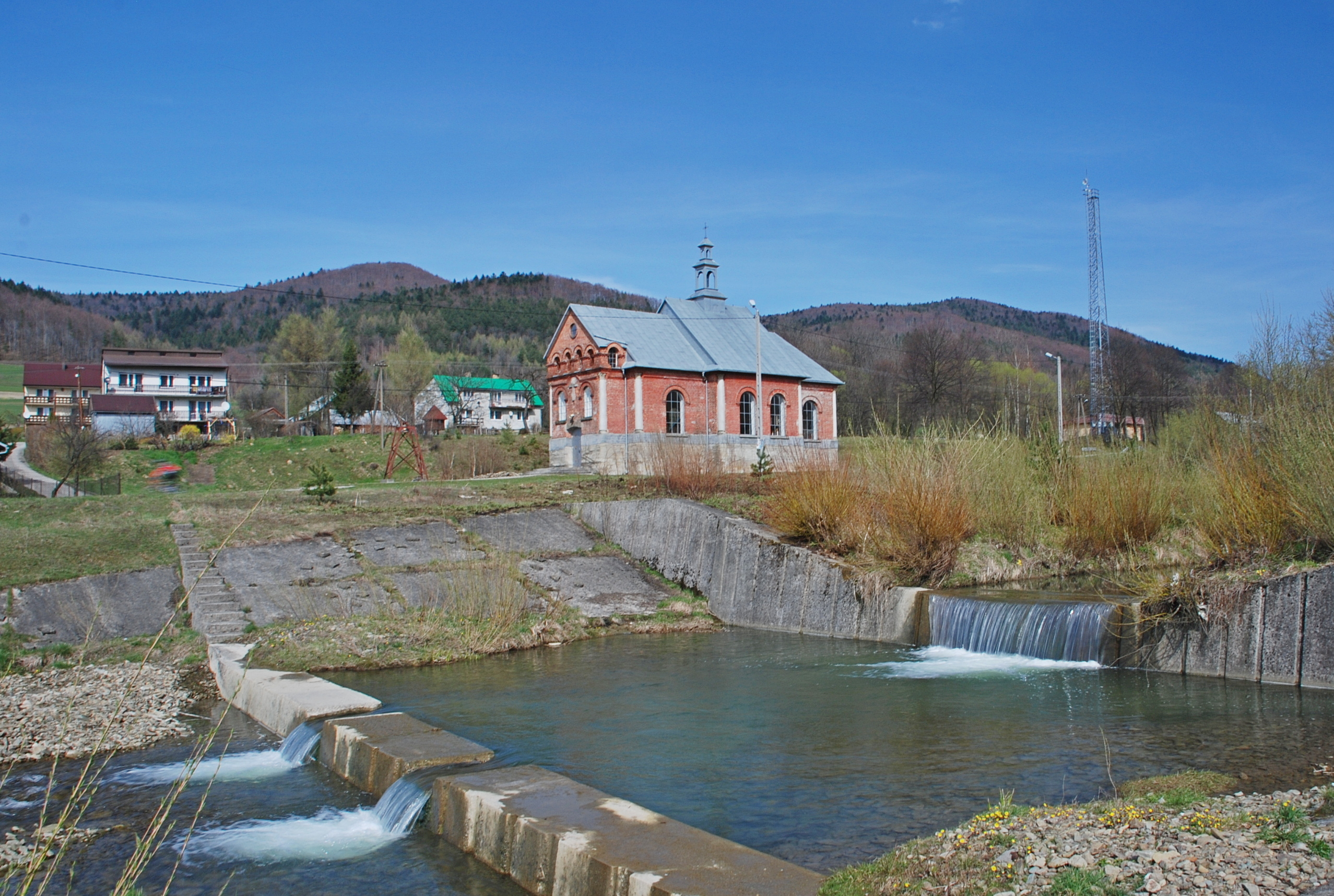
Na tle otoczenia
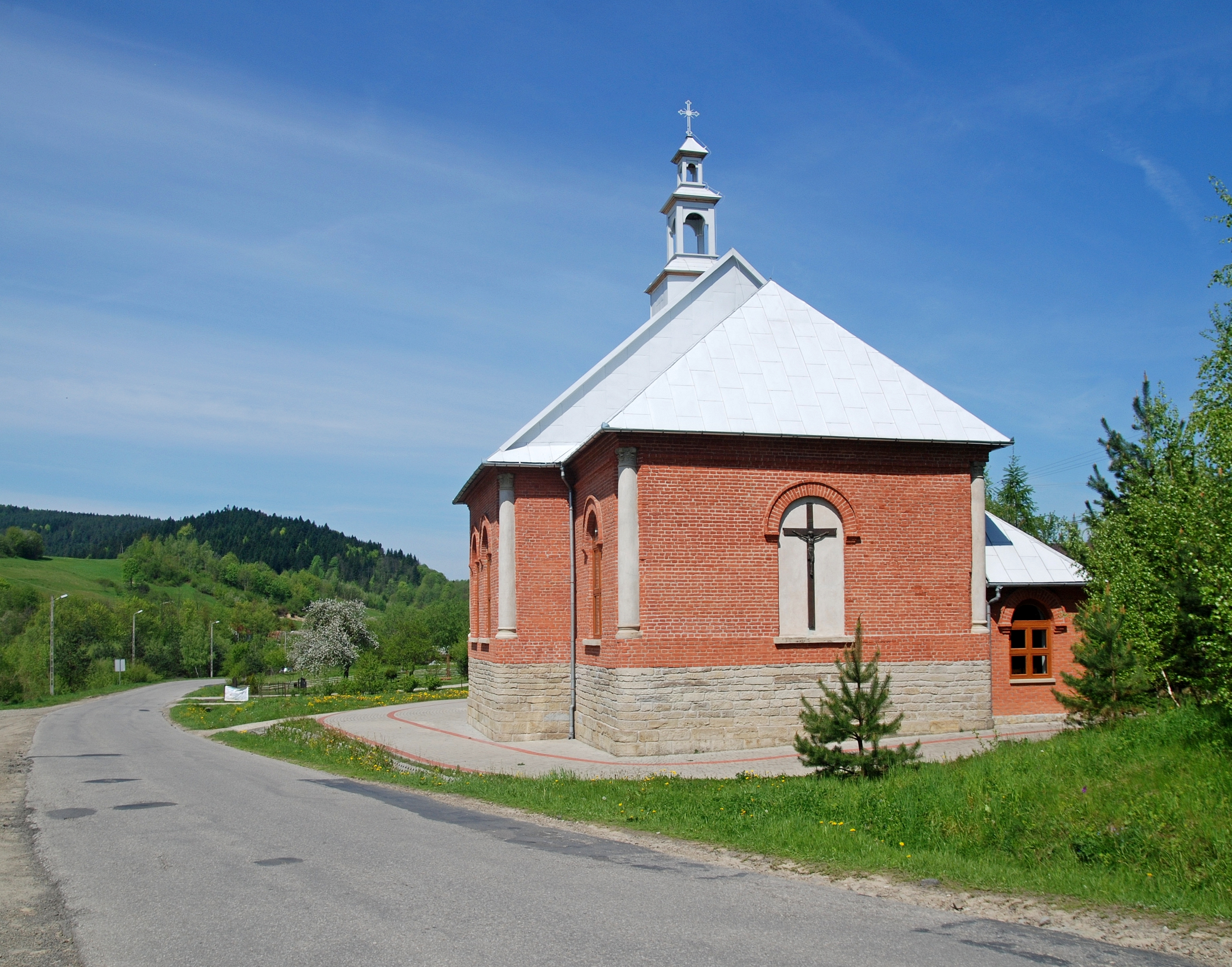
Widok od strony prezbiterium